# Metapanax
Metapanax är ett släkte av araliaväxter. Metapanax ingår i familjen Araliaceae.
Kladogram enligt Catalogue of Life:
| Metapanax | \| \| Metapanax davidii \| \| \| \| \| \| Metapanax delavayi \| \| \| \| |
|           | \| \| Metapanax davidii \| \| \| \| \| \| Metapanax delavayi \| \| \| \| |
|           | Metapanax davidii                                                        |
|           |                                                                          |
|           | Metapanax delavayi                                                       |
|           |                                                                          |